# تم حسین‌آباد
تم حسین‌آباد مربوط به هزاره اول قبل از میلاد است و در شهرستان جیرفت، بخش عنبر آباد، روستای حسین‌آباد واقع شده و این اثر در تاریخ ۱۱ دی ۱۳۸۰ با شمارهٔ ثبت ۴۵۹۴ به‌عنوان یکی از آثار ملی ایران به ثبت رسیده است.